# Tesuque Pueblo
Tesuque Pueblo, o più semplicemente, Tesuque, conosciuto anche con il nome originale in lingua Tewa di Tetsuge è un census-designated place degli Stati Uniti d'America, nella  Contea di Santa Fe nello stato del Nuovo Messico. Secondo i dati dello United States Census Bureau riferito all'anno 2000, ha una popolazione di 909 abitanti su un'area totale di circa 18 km².
Il Pueblo di Tesuque è uno degli Otto Pueblo Settentrionali.

## Geografia fisica
Tesuque Pueblo è situato a circa 10 km a nord di Santa Fe, presso la punta sud-occidentale dei Monti Sangre de Cristo.
Intorno a Tesuque Pueblo si estende per 69 km² la riserva indiana dei pueblo di Tesuque, chiamata Tesuque Pueblo and Off-Reservation Trust Land, che ha una popolazione di 806 abitanti.
I Pueblo di Tesuque fanno parte del gruppo dei Tewa e parlano una lingua della famiglia delle lingue Kiowa-Tano detta Lingua Tewa.
Il pueblo è inserito nel Registro nazionale dei luoghi storici degli Stati Uniti.